# Сассус, Жан-Люк
Жан-Люк Сассу́с (фр. Jean-Luc Sassus; 4 октября 1962, Тарб — 22 мая 2015, Лавор) — французский футболист, играл на позиции защитника.

## Биография

### Клубная карьера
Сассус родился в городе Тарб, а футбольную карьеру начал в «Тулузе». Он начинал играть на позиции нападающего, а затем главный тренер «фиолетовых» Даниэль Жандюпо перевёл его на позицию защитника, которую он затем закрепил за собой. Всего за «Тулузу» за семь сезонов он сыграл 107 матчей и забил 10 голов.
В 1986 году перешёл в «Канн», который перешёл в Лигу 1. Всего за «Канн» за шесть сезонов сыграл 167 матчей, 18 из которых были в Лиге 2. В 1992 году он переехал в Париж и присоединился к клубу «Пари Сен-Жермен», за который играл два сезона. Сассус стал частью состава «парижан», с которыми в 1994 году выиграл чемпионский титул, а за год до этого Кубок Франции.
В 1994 году перешёл в «Олимпик Лион», за который играл в течение трёх сезонов. Его последним клубом в карьере стал «Сент-Этьен», в который он перешёл по обмену на Грегори Купе. За «святых» он сыграл 17 матчей и завершил игровую карьеру. Вернувшись в футбол, он играл в течение некоторого времени за «Лабеж».

### Карьера в сборной
14 октября 1992 года дебютировал за сборную Франции в матче со сборной Австрии, который французы выиграли со счётом 2:0. Этот матч стал единственным для Сассуса за сборную Франции.

### Смерть
Скончался 22 мая 2015 года в возрасте 52 лет от сердечного приступа.

## Достижения
«Пари Сен-Жермен»
- Чемпион Франции (1): 1993/94
- Обладатель Кубка Франции (1): 1992/93